# Diana Lixăndroiu
Maria Diana Lixăndroiu (n. 14 august 2005, la Slatina) este o handbalistă română care joacă pentru clubul HC Dunărea Brăila și pentru echipa națională a României. Lixăndroiu evoluează pe postul de intermediar stânga.

## Biografie

### Echipe de club
Lixăndroiu a început să joace handbal la vârsta de 8 ani, dar nu a continuat, pentru că la antrenament exersa jocuri pe care le juca și în fața blocului. A mers apoi la judo și a cochetat și cu alte sporturi, dar apoi a renunțat și la acestea. Un an mai târziu, când era în clasa a IV-a, s-a întors la handbal datorită unei colege, iar de data aceasta i-a plăcut încă de la primul antrenament.
Timp de 3-4 ani, Diana Lixăndroiu a jucat handbal la Liceul cu Program Sportiv Slatina, un an la echipa timișoreană AHCS Cîtu, iar între 2021 și 2022, la Centrul Național de Excelență Râmnicu Vâlcea. În februarie 2022, handbalista a semnat un contract valabil începând cu sezonul 2022/23 cu echipa CSM Slatina, un club care promovează doar jucătoare din România. La sfârșitul sezonului însă, CSM Slatina a retrogradat în divizia secundă.
În august 2023, Attila Horváth, noul antrenor al echipei din Slatina, spunea că Lixăndroiu este o sportivă care va excela în acest sport și „va ajunge undeva în topul jucătoarelor din lume”.
În 2024 Lixăndroiu s-a transferat la HC Dunărea Brăila.

### La echipa națională
Lixăndroiu a participat cu echipa națională de junioare a României la campionatul european din 2021, unde s-a clasat pe locul 9 în clasamentul marcatoarelor, cu 42 de goluri, iar în 2022, la campionatul mondial U18.
Pe 2 noiembrie 2022, la vârsta de 17 ani, Lixăndroiu a debutat într-un meci internațional în echipa de senioare a României, într-o partidă amicală împotriva echipei Germaniei. La scurtă vreme după aceea, ea a luat parte la campionatul european din 2022, unde a jucat în total 23 minute în șase partide și a înscris patru goluri.
În 2023, Diana Lixăndroiu a obținul medalia de bronz la campionatul european U19, alături de echipa națională de tineret a României. Ea a contribuit la acest succes prin cele 51 de goluri înscrise în competiție.
În noiembrie 2023, când participarea Cristinei Neagu la campionatul mondial era incertă din cauza unei accidentări la genunchi, Lixăndroiu a fost convocată din nou la echipa de senioare a României. Ea a jucat în patru din cele șase meciuri și a înscris cinci goluri, toate în partida din grupe contra Danemarcei.

## Palmares
- Campionatul European pentru Tineret:
  -  Medalie de bronz: 2023